# Vickers Shipbuilding and Engineering
Vickers Shipbuilding and Engineering, Ltd (VSEL) — суднобудівна компанія, заснована в Барроу-ін-Фернесс, Камбрія, на північному заході Англії, яка виробляла військові кораблі, цивільні судна, підводні човни та озброєння. В даний час є суднобудівним підрозділом BAE Systems Submarine Solutions, а підрозділ озброєнь тепер є частиною BAE Systems Land & Armaments.

## Історія

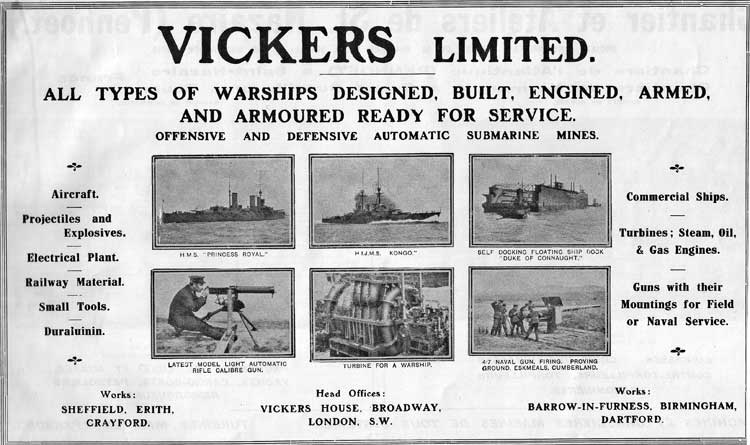
Оголошення Vickers Ltd 1914 року

Компанію було засновано в 1871 році сером Джеймсом Рамсденом як Iron Shipbuilding Company, але незабаром її назву було змінено на Barrow Ship Building Company.
У 1897 році Vickers & Sons купила компанію Barrow Ship Building Company та її дочірню компанію «Maxim Nordenfelt Guns and Ammunition Company», ставши «Vickers, Sons and Maxim, Limited». Верф у Барроу стала компанією «Naval Construction & Armaments Company». У 1911 році компанія була перейменована на «Vickers Ltd», а в 1927 році стала «Vickers Armstrongs Ltd» після злиття з Armstrong Whitworth, чия верф у Хай Вокер (зараз район у місті Ньюкасл-апон-Тайн) на річці Тайн стала «Військово-морською верфю».
У 1955 році назва кораблебудівного підрозділу була змінена на «Vickers Armstrongs Shipbuilders, Ltd» і знову змінена в 1968 році на «Vickers Limited Shipbuilding Group».
Суднобудівна група була націоналізована відповідно до Закону про авіаційну та суднобудівну промисловість у 1977 році та включена до British Shipbuilders.
Колишня верф Vickers у Барроу була першою верфю Британської групи суднобудівників, яка повернулася до приватного сектора. У березні 1986 року вона була продана компанії VSEL Consortium, очолюваній співробітниками, яка також включала дочірню компанію Cammell Laird у Беркенхед. Компанія була розміщена на Лондонській фондовій біржі в грудні 1986 року.